# Ferdinand Bertram
Ferdinand Johannes Eduard Bertram (* 3. Januar 1894 in Hamburg; † 28. Oktober 1960 ebenda) war ein deutscher Internist in Hamburg.

## Leben und Wirken
Ferdinand Bertram war der Sohn von Martin Theodor Ferdinand Bertram, sein Großvater war Johannes Carl Ferdinand Bertram. Beide waren Seminar- und Musiklehrer und in Hamburg alteingesessen. Sein Vater verfasste von 1921 bis 1923 Mein Hamburg. Heimatkundliche Spaziergänge und Plaudereien, das Hamburger Sehenswürdigkeiten und Kuriositäten darstellte und bei Hamburger Lehrern beliebt war. Ferdinand Bertram besuchte 1900–1904 eine Seminarschule und wechselte anschließend auf eine Oberrealschule auf der Uhlenhorst. Nach dem Abitur im Herbst 1912 begann er im Wintersemester 1912/13 ein naturwissenschaftliches Studium an der Philipps-Universität Marburg. Während des Ersten Weltkriegs leistete er von 1914 bis 1918 Kriegsdienst im Infanterie-Regiment „Hamburg“ (2. Hanseatisches) Nr. 76, wobei er zwei Mal leicht verwundet wurde. 
Im Februar 1919 begann Bertram ein Medizinstudium an der seinerzeit neu gegründeten Universität Hamburg. Nach dem Physikum, das er im Dezember desselben Jahres ablegte, absolvierte er im Dezember 1921 das medizinische Staatsexamen. Anschließend ging er an das Allgemeine Krankenhaus St. Georg, wo er bis Ende Juli 1922 als Medizinalpraktikant arbeitete. Dann wechselte er an das Pharmakologische Institut der Hamburger Universität, wo er vom 1. Juli 1922 bis um 31. Dezember 1923 als Assistent arbeitete. Am 24. Januar 1923 erhielt er dort einen Doktortitel. In seiner Dissertation beschäftigte er sich mit Inhalationsnarkose und Blutzucker. Bis zum 28. Februar 1925 wurde Bertram als Assistenzarzt in der ersten medizinischen Abteilung des Krankenhauses St. Georg tätig. Hier arbeitete er zuerst drei Monate auf einer Station für an Tuberkulose erkrankten Männern, anschließend auf einer Station für Männer, die an inneren Krankheiten litten.
Bertram wechselte in die Industrie und arbeitete vom 1. März 1923 bis zum 30. Juni für die Chemische Fabrik C. H. Bohringer & Sohn, die einen Sitz in Hamburg hatte. Er übernahm eine Stelle als wissenschaftlicher Leiter der Spezialitätenabteilung. Anschließend arbeitete er als Assistenzarzt am Krankenhaus Barmbek. Am 15. Februar 1932 wurde er dort zum leitenden Oberarzt ernannt. Kurze Zeit später erhielt er eine Lehrbefugnis der Hamburger Universität. Im Fachbereich der Inneren Medizin dozierte er über Stoffwechselkrankheiten. Gleichzeitig arbeitete als Facharzt für innere Krankheiten.

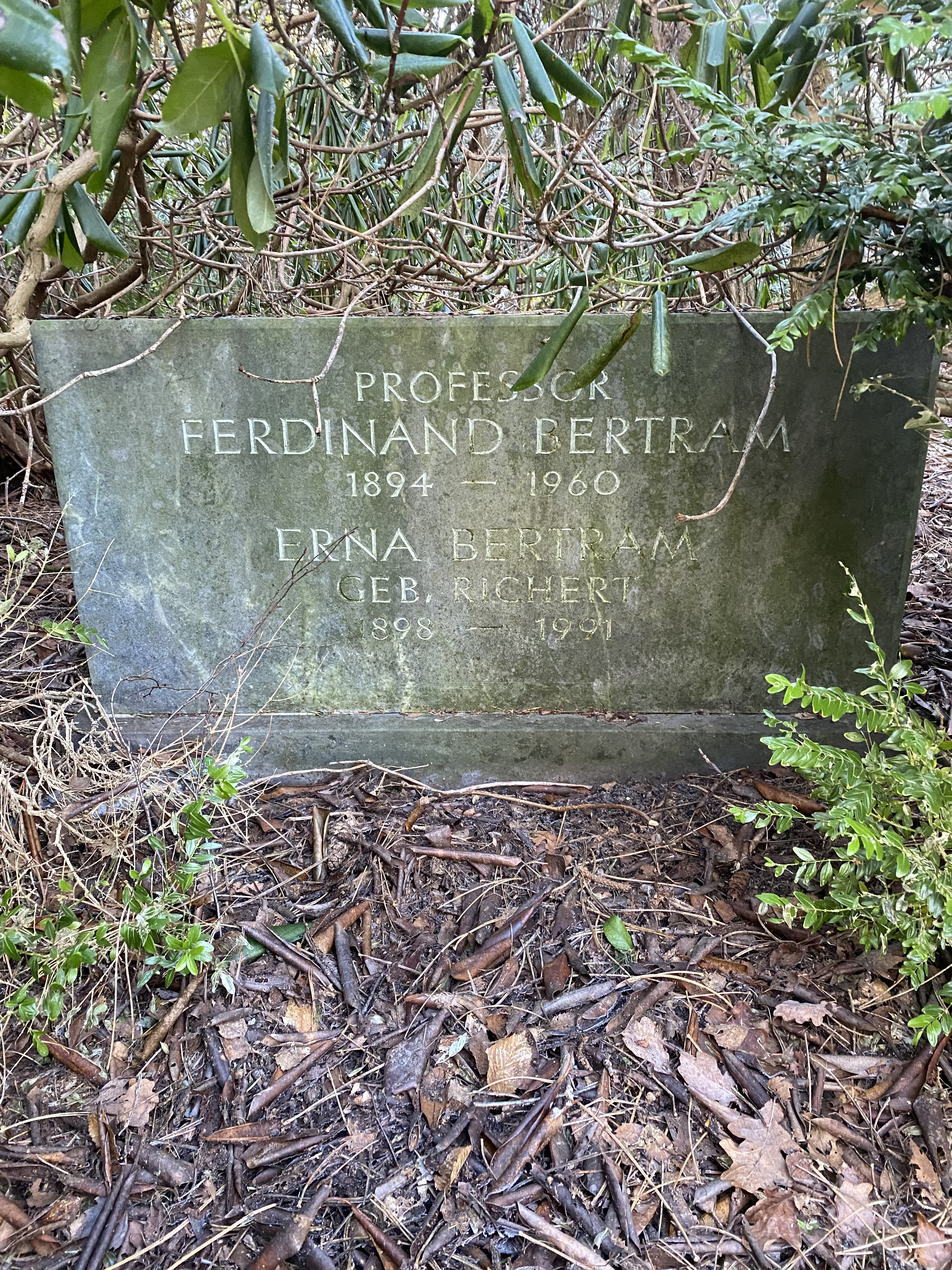
Grabstätte auf dem Friedhof Ohlsdorf

Während der Weimarer Republik beschäftigte sich Bertram auch mit Fragen der Partei- und Standespolitik. Der Ortsgruppe des Hartmannbundes und der Deutschnationalen Volkspartei trat er vor 1933 bei. Nach der Machtergreifung wurde er 1934 Mitglied der Nationalsozialistischen Volkswohlfahrt und des Nationalsozialistischen Lehrerbundes, in dem er seit Oktober 1936 das Krankenhaus Barmbek als Vertrauensmann vertrat. Bertram trat zum 1. Mai 1937 in die NSDAP ein (Mitgliedsnummer 4.052.362) und wurde im selben Jahr Mitglied des Nationalsozialistischen Altherrenbundes. Seit 1939 gehörte er auch dem NS-Reichskriegerbund an. Als Vertrauensmann des Lehrerbundes schulte Bertram im Rahmen der Deutschen Arbeitsfront Pflegepersonal und Technische Assistentinnen. 
Da keine Reden und Publikationen Bertrams zu politischen Themen bekannt waren, verwehrte ihm die britische Militärregierung nach Ende des Zweiten Weltkriegs keine Stelle im öffentlichen Dienst. Am 3. September 1945 übernahm er daher übergangsweise den Posten des Ärztlichen Direktors am Krankenhaus Barmbek. Von 1947 bis 1953 arbeitete er als Chefarzt im Allgemeinen Krankenhaus in Langenhorn und übernahm im letzten Jahr kommissarisch die ärztliche Leitung der Einrichtung. Am 1. April ging er zurück an das Krankenhaus in Barmbek, wo er bis 1959 blieb.
Ferdinand Bertram starb am 28. Oktober 1960 in seiner Geburtsstadt und wurde auf dem dortigen Friedhof Ohlsdorf beigesetzt. Die Grabstätte befindet sich im Planquadrat Bq 60 östlich des Prökelmoors.

## Leistungen
Ferdinand Bertram widmete sich insbesondere Diabetikern. Gegen Ende der Weimarer Republik übernahm er Methoden einer neuen Lehre der Behandlung der Krankheit, die eine kohlenhydratreiche und fettarme Ernährung empfahl. Das Allgemeine Krankenhaus Barmbek entwickelte sich dank Bertram zu einer Klinik mit einer modernen Diabetesbehandlung. 1941 verfasste der Mediziner das ABC für Zuckerkranke, das zehn Lebensregeln für Patienten enthielt. Das Werk erschien 1959 in der 10. Auflage.